# 道の駅飛鳥
道の駅飛鳥（みちのえき あすか）は、奈良県高市郡明日香村大字越にある国道169号の道の駅である。

## 施設
- 駐車場 52台[5]
- トイレ 18器
- 総合案内所「飛鳥びとの館」（8:30 - 18:00）[2][5]
- あすか夢販売所（農産物直売所）[2] - 国道169号を挟んだ東側に位置する[5]。

## 周辺
- 近畿日本鉄道（近鉄）吉野線 飛鳥駅
  - 当道の駅は駅舎共有ではなく、駅舎に隣接して「飛鳥びとの館」が立地している[5]。